# 30years3ounce
30years3ounce é o sétimo álbum de estúdio da carreira solo de Hironobu Kageyama lançado em 25 de julho de 2007 pela Lantis. O título é uma referência a seus 30 anos de carreira estreando como cantor da LAZY.

## Produção
São 12 faixas no total, sendo uma um cover de "Yoru no Umi", de Masahiro Kuwana. Com exceção desta, Kageyama compôs e escreveu todas as músicas. O álbum é todo acústico e a cantora Yumi Matsuzawa participou fazendo vocais de apoio.

## Recepção
O CD Journal analisou o álbum dizendo que "é ótimo ouvi-lo cantando o que ele gosta de coração. E ele soa jovem, mesmo tendo mais de 40 anos."
O álbum chegou à 196ª posição no Oricon Albums Chart.

## Faixas
| N.º            | Título                                                           | Letras         | Música         | Arranjo              | Duração |  |
| 1.             | "30years3ounce"                                                  | H. Kageyama    | H. Kageyama    | H. Kageyama          | 4:28    |  |
| 2.             | "Bang! Bang! Bicycle!"                                           | H. Kageyama    | H. Kageyama    | H. Kageyama          | 3:34    |  |
| 3.             | "Shimokita" (cover de "Mitakashi Kamirenjaku", de Sakura Nogawa) | H. Kageyama    | H. Kageyama    | H. Kageyama          | 4:52    |  |
| 4.             | "Mainichi wa EVERYDAY"                                           | H. Kageyama    | H. Kageyama    | H. Kageyama          | 4:26    |  |
| 5.             | "Welcome Toto..."                                                | H. Kageyama    | H. Kageyama    | H. Kageyama e amigos | 5:43    |  |
| 6.             | "Yoru no Umi" (cover de Masahiro Kuwana)                         | Itsuro Shimoda | M. Kuwana      | H. Kageyama e amigos | 3:47    |  |
| 7.             | "Too Much Sweet" (cover de "So Sweet", de Sakura Nogawa)         | H. Kageyama    | H. Kageyama    | H. Kageyama          | 4:14    |  |
| 8.             | "Kimi wa Lonely Angel" (cover de LAZY)                           | Hozumi Hyodo   | H. Kageyama    | H. Kageyama          | 4:28    |  |
| 9.             | "Sotsugyou Album no Naka no Mukizu na Yume: Henshin"             | H. Kageyama    | H. Kageyama    | H. Kageyama          | 5:40    |  |
| 10.            | "Bokura wa ne"                                                   | H. Kageyama    | H. Kageyama    | H. Kageyama          | 4:09    |  |
| 11.            | "Tomorrow"                                                       | H. Kageyama    | H. Kageyama    | H. Kageyama          | 3:56    |  |
| 12.            | "Fin... (Instrumental)"                                          |                | H. Kageyama    | H. Kageyama          | 1:54    |  |
| Duração total: | Duração total:                                                   | Duração total: | Duração total: | Duração total:       | 51:11   |  |